# Поговори с ней
«Поговори́ с ней» (исп. Hable con ella — «Поговорите с ней») — фильм Педро Альмодовара, премьера которого состоялась на Каннском фестивале 2002 года. Несколько отступая от своего режиссёрского почерка и заимствуя приёмы из арсенала классической мелодрамы, Альмодовар параллельно ведёт несколько повествований, которые сближаются, переплетаются и зеркально отражаются друг в друге наподобие историй Кшиштофа Кесьлёвского. В центре внимания режиссёра — важность полноценного общения между влюблёнными и проблемы, вызванные отсутствием этого общения.
Толчком к написанию сценария стала реальная история о сотруднике румынского морга, который попытался заняться сексом с женщиной, впавшей в летаргический сон и сочтённой врачами мёртвой, и тем самым пробудил её к жизни, за что подвергся уголовному преследованию — несмотря на благодарность самой ожившей и её семьи. Ради смягчения заложенных в этой истории натуралистических моментов Альмодовар, по собственному признанию, взял на себя риск усложнения повествовательной структуры фильма, обогатив её разнообразными вставками, иллюстрирующими развитие действия в завуалированной форме.
Всех главных героев «Поговори с ней» сыграли актёры, с которыми режиссёр никогда не работал раньше. Фильм получил большое количество кинонаград, включая «Оскар» за лучший оригинальный сценарий и премию «European Film Awards» как лучший фильм года.

## Сюжет
В первом кадре фильма — жёлто-красный театральный занавес — тот самый образ, которым завершался предыдущий фильм режиссёра, «Всё о моей матери» (1999). Вот он поднимается, и перед глазами зрителя предстаёт странная сцена: сомнамбулические движения двух немолодых женщин в ночных рубашках, которые, как бы незрячие, натыкаются на препятствия в виде стола и стульев. На сцену выходит мужчина, который облегчает их движения, убирая с пути мебель. Звучит барочная музыка Пёрселла из «Королевы фей». В зале сидят двое мужчин, на одного из них представление действует так сильно, что у него на глазах выступают слёзы.
Далее раздаётся голос, описывающий только что увиденное. Второй человек, находившийся в зале, пересказывает содержание представления неподвижной женщине, которой он в больничной палате бережно делает маникюр: «Со мной сидел мужчина лет сорока, он даже пару раз всплакнул… Я его понимаю». Мужчина (его зовут Бениньо) работает санитаром, в течение четырёх лет ухаживая за находящейся в коме девушкой по имени Алисия. Бениньо демонстрирует подопечной полученный им автограф танцовщицы, которая выступала на том представлении, — это легендарная Пина Бауш.
Бениньо надеется вернуть Алисию к жизни, постоянно разговаривая с ней, ухаживая за ней с такой нежностью, как если бы она могла оценить её и ответить ему взаимностью. Такой же совет: «Поговори с ней», — он даёт и мужчине, дежурящему в соседней палате у постели своей возлюбленной Лидии. Этот мужчина, Марко, — тот самый, который сидел рядом с Бениньо в первой сцене фильма. Подобно Алисии, его подруга-тореадор находится в коме из-за трагедии, разыгравшейся на корриде. У мужчин, дежурящих в палатах своих возлюбленных, достаточно свободного времени, и на почве обоюдного несчастья между ними возникает дружба.
Бениньо и Марко предаются воспоминаниям, и через калейдоскоп искусных флэшбэков и флэшфорвардов перед глазами зрителя встаёт предыстория их знакомства с возлюбленными. В кульминационной сцене фильма Бениньо рассказывает Алисии о виденном им накануне сюрреалистическом фильме, главный герой которого уменьшился до размеров головки пениса и навсегда исчез в вагине своей подруги. Между тем Марко встречает в палате Лидии её прежнего возлюбленного, который тоже винит себя в смерти Лидии, ибо, как выясняется, незадолго до рокового боя она предпринимала шаги по примирению с ним.
Марко оставляет больницу и, чтобы развеяться, уезжает на Ближний Восток. Там он узнаёт о смерти Лидии. Между тем история Бениньо принимает неожиданный оборот — после той ночи, когда он поведал Алисии содержание странного фильма, у неё прекращаются критические дни. Вскоре становится ясно, что она беременна, а отцом ребёнка мог стать только дежуривший у её постели Бениньо. Его обвиняют в изнасиловании и заключают под стражу; в тюрьме Сеговии его посещает вернувшийся в Испанию Марко.
Марко договаривается с Бениньо о съёме его квартиры. Он вглядывается из окна в балетную студию в доме напротив и видит там Алисию. Оказывается, она пришла в себя во время деторождения, хотя ребёнок родился мёртвым. По совету адвоката Марко скрывает эту информацию от Бениньо — тому сообщают, что она по-прежнему в коме. Не веря в счастливый исход судебного дела и возможность своего освобождения, Бениньо решает присоединиться к возлюбленной в её нынешнем состоянии и принимает дозу таблеток, которая оказывается смертельной.
В последней сцене фильма мы вновь видим представление Пины Бауш, на этот раз проникнутое оптимизмом, — это «танец единения полов». На сцене танцуют влюблённые пары, парень знакомится с девушкой. Возможно, вспоминая о знакомстве, которое перевернуло его жизнь после предыдущего спектакля, сидящий в зале Марко оборачивается назад. Через ряд от него сидит улыбающаяся Алисия. Она не помнит, что Марко был рядом с ней, когда она была в коме. Им ещё предстоит познакомиться.

## Предыстория

Первые кадры фильма: Бениньо и Марко, ещё не знакомые друг с другом, наблюдают за танцевальным номером Café Müller. Глаза Марко увлажнены.

Многочисленные флешбэки, приуроченные к пребыванию героев в больнице («больница — идеальное место для воспоминаний, время там течёт иначе, чем в обычной жизни», — замечает режиссёр), приоткрывают историю знакомства Бениньо с Алисией, а Марко — с Лидией. Ткань флэшбэков текуча, они перетасованы с флэшфорвардами, причём одна и та же сцена может повторяться дважды. Из череды воспоминаний зрителю становятся известными следующие факты о квартете главных героев фильма.
- Бениньо (Хавьер Камара) — медбрат, ухаживающий за Алисией практически двадцать четыре часа в сутки. По собственному признанию, окружающие считают его психопатом. В тридцать с лишним лет у него нет никакого сексуального опыта. На протяжении двадцати лет он ухаживал за прикованной к постели матерью, хотя из фильма неясно, была ли она в самом деле больна или, как в одном месте обмолвился Бениньо, просто ленива. После смерти матери стал наблюдать из окна квартиры за балетными уроками, которые давала в своей студии хореограф Катерина Билова. Там он увидел Алисию. Ради более близкого знакомства с ней он стал посещать дом её отца-психиатра, выдавая себя за латентного гомосексуала. Бениньо едва успел обменяться с Алисией несколькими словами, когда произошла автокатастрофа, ввергшая её в бессознательное состояние. Декларируемая сексуальная ориентация стала для Бениньо пропуском к вожделенному телу Алисии. Её отец, учитывая опыт Бениньо по уходу за покойной матерью, нанял его присматривать за прикованной к больничной койке дочерью. С учётом его ориентации от него меньше всего ожидали посягательств на беззащитное тело женщины. Бениньо неспешно ведёт с ней разговоры о том, как они в будущем обставят своё жильё, — в полной уверенности, что Алисия слышит и понимает его. Он любовно массирует её мышцы, делает маникюр, проводит самые личные процедуры[9].
- Алисия (Леонор Уотлинг) — балерина, которая основную часть фильма проводит в неподвижном состоянии. Её отец — преуспевающий психиатр, давно умершую мать заменяет старшая подруга и наставница — Катерина Билова. В свободное время Алисия ходит в фильмотеку, где смотрит немые фильмы. В результате автокатастрофы впадает в кому и становится подопечной Бениньо. Тот живёт за Алисию её обычной жизнью, посещая любимые ею балетные представления (с одного из них начинается фильм), смотрит немое кино, пересказывая «спящей красавице» свои впечатления[8]. В фильме она предстаёт как чистый лист бумаги, её присутствие более физическое, чем психологическое. Камера нередко запечатлевает её обнажённое тело, окружённое Бениньо почти религиозным почтением; даже тривиальное подмывание подаётся режиссёром как нечто сакральное[10]. Как подметил рецензент The New York Times, особое восприятие Альмодоваром плоти — «ни один другой режиссёр не снимает человеческую кожу с такой любовью» — становится одним из сюжетообразующих элементов фильма[11].
- Марко (Дарио Грандинетти) — журналист-аргентинец, зарабатывающий на жизнь сочинением путеводителей. О его мужественности свидетельствует эпизод, положивший начало отношениям с Лидией, когда он не колеблясь вошёл в её жилище и убил заползшую туда змею. При этом он пускает слезу, что вообще сопровождает его действия на протяжении всего фильма[10]. В своих интервью режиссёр намекает на то, что Марко изначально влечёт к женщинам, у которых неприятности[6]. Такова его предыдущая возлюбленная — наркоманка. Лидия заинтересовала его тогда, когда он узнал о том, что её профессия связана с постоянным риском для жизни. В отличие от Бениньо, Марко погружён в себя[8]. Поначалу даже Бениньо не удаётся извлечь его из этого эмоционального кокона[8]. В фильме дважды повторяется сцена состоявшегося перед боем разговора с Лидией, когда она обвинила Марко в том, что, общаясь с ней, он разговаривает сам с собой. Узнав о том, что его страсть к Лидии не была взаимной, вместо того, чтобы продолжить поиски контакта с объектом своего чувства (как то делает Бениньо), Марко оставляет Лидию наедине со своей болезнью[8]. Эмоциональная эволюция Марко становится заметна только к концу фильма, когда он начинает посещать Бениньо в тюрьме, чтобы протянуть ему руку помощи[8].
- Лидия (Росарио Флорес) — самый чувственный и эмоциональный персонаж фильма, «с лицом в стиле Пикассо»[10]. По признанию режиссёра, он сделал Лидию тореадором, так как стремился связать её профессию со смертью[6]. В другом месте он указывает на схожесть режиссёрского ремесла с профессией тореадора: в обоих случаях требуются сосредоточенность и доверие к интуиции[12]. Сама Лидия уверяет Марко, что выбрала эту мужскую профессию, дабы воплотить несбывшуюся мечту отца. Нетипичная профессия приносит ей широкую известность, и таблоиды наперебой обсуждают её романтическую связь и последующий разрыв с другим тореадором — «Малышом из Валенсии». Заметив Лидию на комически преподанном ток-шоу, Марко договаривается с нею об интервью. Он провожает её до дома и там узнаёт её секрет: несмотря на показную отвагу, Лидия панически боится змей. Накануне рокового боя Лидия и Марко побывали на венчании его бывшей подруги. Глядя на молодожёнов, Лидия расплакалась и предупредила Марко, что после корриды им необходимо поговорить. Видимо, невысказанное накануне настолько выбило Лидию из колеи, что во время боя она допустила грубую ошибку и была атакована быком. Много позднее Марко поймёт, что в тот момент её занимал вовсе не он сам, а «Малыш из Валенсии», с которым она втайне готовилась узаконить отношения[8].

## Психология

Квартет главных героев: стоят Бениньо (слева) и Марко, сидят Алисия (слева) и Лидия.

Нарративная архитектоника фильма строится на взаимодействии двух пар влюблённых — Бениньо с Алисией и Марко с Лидией. Моменты душевного сближения Марко с Лидией и Беньино с Алисией подчёркнуты введением титров «Марк и Лидия» и «Бениньо и Алисия». Титры «Алисия и Лидия» появляются тогда, когда мужчины вывозят женщин в колясках на «прогулку» во двор больницы: по их позам можно подумать, что коматозные женщины беседуют друг с другом. «У этой парочки ни стыда ни совести. Женщины делятся абсолютно всем», — острит Бениньо. Титры «Марк и Алисия» появляются в последней сцене фильма, намекая на их возможное сближение за пределами хронометража фильма. К этому времени Марко уже занял место Бениньо в его квартире и постели, а теперь, видимо, заменит товарища и в его воображаемых отношениях с Алисией.
Наименее связанные друг с другом точки квартета — Бениньо и Лидия, но и их сближает друг с другом безграничная преданность отцу (в случае Лидии) и матери (в случае Бениньо). Кроме того, оба выбирают несвойственные своему полу профессии. Подчёркивая физическое начало обеих женщин, режиссёр наделяет их профессиями крайне спортивными, активными: Алисия — балерина, а Лидия — тореадор. Впрочем, полоориентационные характеристики героев Альмодовара отличаются гибкостью. Персонажи-женщины на протяжении большей части экранного времени неподвижны, а традиционно женские роли примеряют на себя их партнёры: именно на их долю выпадают все проливаемые в фильме слёзы и все произносимые в нём нежные слова. При этом мужчины дополняют друг друга: Бениньо, хотя проводит почти всё время в палате, без умолку говорит, в то время как непоседливый Марко от природы молчалив.

Впервые Альмодовару удалось создать на экране идеальный баланс эмоций между мужчинами и женщинами: первые не умолкая говорили, а вторые молчали, слушая и любя исключительно ушами. Может, в этом и состоит секрет любовной гармонии? И если бы женщины были немы, мужчинам Альмодовара не пришлось бы предаваться содомскому греху, а некоторым даже менять пол.— Андрей Плахов
Из всего квартета героев отношения Бениньо и Алисии со стороны представляются наименее нормальными, ибо в них отсутствует взаимность. До комы Алисия ничем не давала понять, что испытывает к Бениньо какие бы то ни было тёплые чувства. Адресованная к парализованной Алисии фраза Бениньо о том, что «мало пар, которые так хорошо ладят, как мы с тобой» выявляет его разрыв с реальностью. По словам режиссёра, Бениньо живёт в мире, параллельном реальному, но подчиняющемся своей собственной логике. При просмотре немого фильма он проецирует его на свои отношения с Алисией, прозревая относительно испытываемых к её телу чувств:

Эта нежность становится наконец сродни удушью. Для Бениньо фильм — не только отражение реальности, это кульминация его мира грёз. И в то же время он приводит его к гибели.— Альмодовар
Следствием этого прозрения становится роковая плотская близость, в результате которой к Алисии возвращается жизнь, а Бениньо она покидает. Само имя Бениньо (переводимое как «добродушный, благостный, безобидный») в этом контексте приобретает иронический оттенок, однако режиссёр настаивает на принципиальной «невинности» своего персонажа в смысле его полной неопытности в делах этого мира. Хотя общество считает его виновным в половом сношении с лицом противоположного пола помимо согласия последнего, то есть в изнасиловании, для Бениньо такая логика не имеет смысла, ведь, невольно перенося на свои отношения с Алисией предыдущий опыт одностороннего общения с матерью, он внушил себе, что Алисия давно сказала ему «да». Когда ему отказывают в общении с любимым человеком, Бениньо лишает себя жизни.

В сравнении с проблематичными отношениями Бениньо и Алисии отношения Лидии и Марко прослежены в фильме более пунктирно. Начиная с самой первой сцены Марко оплакивает ещё не произошедшую трагедию, а когда она случается, никак не высказывает убеждённости в том, что Лидия сможет выкарабкаться. При столь фаталистическом настрое он не может принять совет Бениньо продолжать общение с не реагирующей на его слова женщиной, и (возможно, по причине отсутствия этой эмоциональной подпитки) жизнь Лидии вскоре обрывается. 

К концу фильма Марко (слева) перенимает некоторые черты Бениньо (справа).

В фокус внимания режиссёра попадает душевное общение не только разнополых влюблённых, но и двух мужчин, внешне не проявляющих друг к другу сексуального влечения. После смерти Лидии у Марко не остаётся более близкого человека, чем влипший в уголовную историю Бениньо. Во время посещения Марко тюрьмы, где содержится Бениньо, они оказываются разделены стеклянной перегородкой. Теперь, когда оба мужчины лишились своих женщин, между ними вспыхивает искра чувства. Бениньо сообщает, что много думал о Марко, особенно по ночам, когда читал написанные им путеводители. Чтобы обнять его, он готов просить о личной встрече, но для этого придётся солгать, указав в анкете, что Марко — его сексуальный партнёр. Благодаря удачно выбранному режиссёром освещению во время разговора черты Бениньо накладываются в стекле на лицо его собеседника:

Возникает чувство, что два тела стали одним. В этот миг никто в мире так не любит Бениньо, как Марко. Это почти что миг романтической увлечённости.— Альмодовар

## Провокативность
Психологической подоплёкой «Поговори с ней», как и более ранних фильмов Альмодовара, становится «проблема общения и причудливости его форм». Режиссёр ставит перед зрителем провокационные вопросы: насколько возможно общение с человеком в состоянии комы? какова природа такого общения — монолог это или диалог? какие действия — несмотря на их объективную аморальность и даже преступность — можно оправдать во имя любви и жизни?
В основу сценария положена старая сказка о спящей красавице, один из вариантов которой экранизировал Ромер в «Маркизе фон О» (1975). В фильме Ромера ирония состояла в том, что, хотя прекрасный принц оказался насильником, дело всё равно закончилось свадебным хэппи-эндом. Налицо также сюжетные переклички с «Виридианой» Бунюэля, где пожилой дядюшка усыплял молодую послушницу, чтобы во сне лишить её девственности. У Альмодовара сказочная ситуация ещё в большей степени вывернута наизнанку: место невинного поцелуя занимает то, что один из киноведов назвал «некрофильским насилием».
Сам режиссёр высказывается в пользу того, что для поддержания отношений между двумя личностями достаточно воли и усилий лишь одной из сторон, хотя и оставляет решение вопроса о простительности преступления Бениньо на усмотрение зрителя. Критики в этом отношении разделились. По мнению одних, Бениньо оправдан уже тем, что благодаря его действиям Алисия возвращается к жизни, в то время как «нормальность» Марко приводит к прямо противоположному результату.
Другие видят фатальный душевный изъян Бениньо в неспособности отличить досужую болтовню от истинной взаимности, описывая его как личность настолько одержимую своим партнёром, что он в своём воображении «конструирует иное создание, через которое получает способность удовлетворять подавленные желания и осуществлять мечты о домашнем благополучии» в компании не живого человека, а основанного на неподвижном теле образа-фантазма.

## Структура
По признанию режиссёра, особенность структуры фильма состоит в обилии вставок, которые призваны придать повествованию добавочный смысл. Таковы зеркально отражающие друг друга сценки спектаклей Пины Бауш в начале и конце фильма, предвещающие дальнейшее развитие рассказа, и немой фильм, призванный заменить собой сцену соития Бениньо с Алисией. К этой же группе можно отнести кадры балета «Окопы», который ставит Катерина, и проникновенное выступление бразильского певца Каэтану Велозу, о котором в больнице вспоминает растроганный Марко. Режиссёр стремится так вписать эти вставки в повествование, чтобы, обогатив его новыми смыслами, они не нарушали впечатления его прямолинейного развёртывания:
- Режиссёр вспоминает, что идея фильма пришла к нему на концерте Пины Бауш[6]. Тот автограф, который Бениньо показывает неподвижной Алисии, был дан Пиной самому Альмодовару за несколько лет до съёмок фильма[6]. Вводная сцена, как бы «вышедшая из подсознания режиссёра»[10], призвана дать понять зрителю, что дальнейший рассказ будет о трудностях, выпавших на долю двух женщин с закрытыми глазами, которых и представляют натыкающиеся на стулья танцовщицы[6]. Очевидный символический подтекст этой сцены позволяет зрителю строить предположения о том, что сцена финального представления Пины своим романтико-оптимистическим тоном также предвещает развитие событий, но уже за пределами фабулы фильма — намёк на возможное знакомство и сближение Алисии и Марко[8].
- Во время дежурства в больнице Марко на память приходит выступление знаменитого бразильского певца Каэтану Велозу, на котором присутствовали он и Лидия. Исполняемая Велозу песня «Голубь» повествует о разлуке мужчины с погибшей возлюбленной («голубь тот — душа его, что ожидает её возвращения»). Подобно спектаклю Пины Бауш, песня до слёз трогает Марко, ведь, как и спектакль, она предвещает его чувства после трагедии на ринге. По воспоминаниям режиссёра, он отобрал для фильма эту песню потому, что она тронула и его самого, когда он впервые побывал на концерте Велозу[6]. Ради большей естественности съёмка этой сцены велась в загородном доме Альмодовара в окружении его завсегдатаев, включая нескольких актёров, знакомых зрителю по более ранним фильмам режиссёра[6]. Возвращение в материнское лоно: гомункул из немого фильма «вступает в гигантский портал вагины, обильно обсаженный со всех сторон лепными кустами»[10], чтобы, по словам режиссёра, остаться там навсегда.

Возвращение в материнское лоно: гомункул из немого фильма «вступает в гигантский портал вагины, обильно обсаженный со всех сторон лепными кустами», чтобы, по словам режиссёра, остаться там навсегда.

- Параллельно действию фильма Катерина (которую сыграла прекрасно владеющая испанским Джеральдина Чаплин) работает над собственной постановкой под названием «Окопы». Действие происходит в годы Первой мировой войны, однако в качестве аккомпанемента выбран «Плач по жертвам Хиросимы». Катерина рассказывает погружённой в беспамятство Алисии о том, что, по её замыслу, из тел погибших солдат в спектакле будут рождаться балерины. Замысел этой нарративной вставки также сбывается в экранной действительности: преступление и смерть Бениньо парадоксальным образом позволяют вернуться к жизни балерине Алисии. «Окопы» — это ещё одна метафора происходящего между Бениньо и Алисией[6].
- Вместо сцены соития Бениньо с Алисией режиссёр предлагает вниманию зрителя семиминутную стилизацию под немой фильм фантастически-сюрреалистического свойства, который Бениньо пересказывает обнажённой Алисии, пока делает ей массаж. Герой фильма «Худеющий человек» (Amante Menguante), со слов Бениньо, — «такой же парень, как и я, тоже слегка располневший» — оказывается разлучён с возлюбленной, приняв чудодейственный эликсир для потери веса. Он стремительно сокращается в росте, пока не достигает размеров пениса. Когда его возлюбленная спит, он совершает путешествие вниз по её телу и навсегда исчезает в её таинственно темнеющей вагине. Эта вставка в завуалированной форме представляет соитие Бениньо с Алисией, которое в конечном итоге приводит к его смерти[6]. Как комментирует режиссёр,

Бениньо стал для меня как бы другом, хотя я сам придумал его. Подчас вы не хотите видеть то, чем занимаются ваши друзья. У меня не было желания показывать то, что сделал Бениньо в клинике. И вот я вставил немой фильм, чтобы прикрыть происходящее. Здесь я воспользовался даром кинематографа гримировать реальность, развлекая при этом зрителя.

## Создатели фильма
| Съёмочная группа - Режиссёр — Педро Альмодовар - Сценарий — Педро Альмодовар - Оператор — Хавьер Агирресаробе - Монтаж — Хосе Сальседо - Художник-постановщик — Анчон Гомес - Композитор — Альберто Иглесиас - Продюсеры — Агустин Альмодовар, Мишель Рубен | В ролях - Хавьер Камара — Бениньо Мартин - Дарио Грандинетти — Марко Сулуага - Леонор Уотлинг — Алисия - Росарио Флорес — Лидия Гонсалес - Мариола Фуэнтес — Роса - Джеральдина Чаплин — Катерина Билова - Пина Бауш — танцовщица в «Кафе Мюллер» - Каэтану Велозу — певец на вечеринке - Елена Анайя — Анхела - Лола Дуэньяс — Матильда - Чус Лампреаве — сиделка - Пас Вега — Ампаро (в немом фильме) |

## Оценки и награды
В мировом прокате фильм «Поговори с ней» собрал свыше 51 млн долларов. Режиссёр Педро Альмодовар был представлен к «Оскару» за лучшую режиссуру и удостоился этой премии в номинации «Лучший оригинальный сценарий». Премия «Золотой глобус» досталась ему в номинации «Лучший фильм на иностранном языке». Британская академия кино отметила его и за лучший оригинальный сценарий, и за лучший фильм на иностранном языке. В России «Поговори с ней» также удостоился приза кинокритиков «Золотой овен» как лучший зарубежный фильм года.
Даже с учётом каннского триумфа предыдущей работы Альмодовара, «Всё о моей матери», реакция критиков на фильм была восторженной, о чём свидетельствует 92-процентный рейтинг одобрения на обобщающем рецензии сайте Rotten Tomatoes. Обращалось внимание на то, что каждый новый фильм Альмодовара отмечен печатью большей зрелости. Буйство ранних фильмов сменилось внешним спокойствием вкупе со стремлением к психологическому реализму. Вместо знойных ярко-красных пятен, бивших в глаза в альмодоваровских фильмах восьмидесятых, цветовая гамма была изысканно смягчена в сторону оттенков охры:

Образность спокойная и прекрасная, краски мягкие и гармоничные. Прошлое и настоящее перетекают друг в друга, всё тронуто приглушённым, печальным волшебством.— New Yorker
Из немногочисленных отрицательных отзывов профессиональных критиков можно выделить материал издания Village Voice, где в вину Альмодовару вменяли сентиментальность и упоение «мистической нежностью». Другие разглядели главную мысль фильма в том, что только гей (каковым якобы является Бениньо, альтер эго режиссёра) способен по-настоящему понять и полюбить женщину. Влиятельная The New York Times отметила, что хотя идея показать сближение двух мужчин в больнице у тел полуживых подруг и оттолкнёт некоторых при первом просмотре, потом этот фильм «уже невозможно вытравить из сердца».
Большинство же критиков увидело в новой картине Альмодовара безусловный шедевр, как, например, кинообозреватель журнала «Time» Ричард Корлисс, назвавший «Поговори с ней» лучшим фильмом года. Во вставной новелле про худеющего человека видели «один из самых — до колик в животе — смешных и в то же время правдоподобных образов желания, когда-либо воплощённых в киноискусстве». Журнал «Rolling Stone» в своём отзыве на ленту счёл её «уникальной и незабываемой», уводящей «по ту сторону слёз», а Андрей Плахов назвал фильм лучшим в послужном списке Альмодовара, определив его как «мелодраму, полную страстей, боли и вместе с тем искромётного юмора».
Многие зрители отметили неоднозначность позиции режиссёра, как и прежде, симпатизирующего тем, кто живёт вне заданных обществом рамок. В «Поговори с ней» сочувственное отношение к Бениньо выявляется постепенно, да так, что к моменту, когда до зрителя доходит масштаб его перверсии, он уже оказывается «на крючке» симпатии к главному герою. Критик Los Angeles Times воспринял «Поговори с ней» в качестве «диверсии», для усвоения рискованных уроков которой требуется время, ибо Альмодовар «вовлекает разум в крамольные игры». Роджер Эберт также дал картине высшую оценку и заключил её разбор следующим вердиктом:

Ни один режиссёр со времён Фассбиндера не демонстрировал способности вызывать такие богатые эмоции при помощи столь неоднозначного материала.— Роджер Эберт

## Комментарии
1. ↑  Фрагмент из спектакля Пины Бауш «Кафе Мюллер».
2. ↑  Пародия фантастической ленты «Невероятно худеющий человек» (англ. The Incredible Shrinking Man), вышедшей на экраны США в 1957 году.
3. ↑  У фильма Кшиштофа Кесьлёвского «Три цвета: Красный» (1994) сходный в своей открытости финал.
4. ↑  Сходным образом Роман Поланский в «Ребёнке Розмари» (1968) вместо ключевой сцены изнасилования главной героини Сатаной проводит перед глазами зрителя её странные ночные видения о морском круизе, надвигающемся тайфуне и укусе мыши (игра слов «мышь» и «мусс»).